# Voragonema tatsunoko
Voragonema tatsunoko is een hydroïdpoliepensoort uit de familie van de Rhopalonematidae. De wetenschappelijke naam van de soort is voor het eerst geldig gepubliceerd in 2010 door Lindsay & Pages.